# Camarate (filme)
Camarate é um filme português de 2001, realizado por Luís Filipe Rocha.

## Sinopse
Luísa (Maria João Luís), é uma juíza conceituada. Boa profissional, com uma relação estável e bastantes amigos; pensa que tem o mundo a seus pés. Tudo corre normalmente até que, novas informações se sabem acerca do acidente aéreo que matou Francisco Sá Carneiro, em Camarate, no dia 4 de Dezembro de 1980 e, Luísa terá que fazer parte da equipa que irá investigar estas novas informações e, decidir se o processo é para arquivar ou para julgamento. Ajudada por Manuel Mesquita (Cândido Ferreira), um misterioso juiz, conhecido pelos seus misteriosos planos que acabam sempre por lhe revelar informações de cariz secreto, pelos seus colegas e amigos e, também pelo seu pai (Filipe Ferrer), um já reformado mas conhecido juiz; irá coordenar a sua vida pessoal, com este novo pesado e duro cargo; tarefa ao início complicada, mas a  que se vai habituando aos poucos.

## Elenco
- Maria João Luís - Luísa
- Virgílio Castelo - Diogo
- Filipe Ferrer - Carlos
- Cândido Ferreira - Manuel Mesquita
- José Wallenstein - Paulo
- Ana Nave - Marta
- Adriano Luz - André
- José Meireles - Joaquim
- João Lobo - David
- Alexandra Leite - Diana
- Carlos Quintas - António
- António Pedro Cerdeira - Piloto
- Luís Lucas - Sá Carneiro
- João Reis - Gaspar Frade
- Luís Mascarenhas - Inácio Costa
- João Perry - Médico